# Allocharopa tarravillensis
Allocharopa tarravillensis är en snäckart som först beskrevs av Madeleine Gabriel 1930.  Allocharopa tarravillensis ingår i släktet Allocharopa och familjen Charopidae. IUCN kategoriserar arten globalt som nära hotad. Inga underarter finns listade i Catalogue of Life.